# Sedrick Ellis
Sedrick Dwayne Ellis (Chino, 9 maggio 1985) è un ex giocatore di football americano statunitense che ha giocato nel ruolo di defensive tackle nella National Football League (NFL). Fu scelto nel corso del primo giro (7º assoluto) del Draft NFL 2008 dai New Orleans Saints. Al college ha giocato a football alla University of Southern California.

## Carriera professionistica

### New Orleans Saints
Ellis fu scelto come settimo assoluto del Draft 2008 dai New Orleans Saints. Il giocatore firmò con la franchigia un contratto quinquennale del valore di 49 milioni di dollari, 19,5 milioni dei quali garantiti.
Ellis giocò tredici partite, tutte come titolare, nella sua stagione da rookie coi Saints, che terminarono con un record di 8-8. Sedrick totalizzò 30 tackle e 4 sack.
Sedrick disputò 10 partite tutte come titolare nella stagione 2009, mettendo a segno 34 tackle (26 solitari) e 2 sack. I Saints iniziarono la stagione vincendo le prime 13 partite consecutive, prima di perdere le ultime tre. La possibilità di saltare il turno delle wild card si rivelò di gran beneficio per la squadra, che poté ritemprarsi dopo il difficile finale di stagione regolare. Nel division round dei playoff, i Saints superarono i Cardinals 41-14 e nella finale della NFC i Minnesota Vikings per 31-28 nei tempi supplementari.  Il 7 febbraio 2010, i Saints sconfissero i favoriti Indianapolis Colts nel Super Bowl XLIV disputato a Miami ed Ellis si laureò per la prima volta campione NFL. Nella partita, Sedrick partì come titolare e concluse con 3 tackle.
Per la prima volta in carriera, Ellis disputò come titolare tutte le 16 gare stagionali nel 2010, facendo registrare 44 tackles e guidando la franchigia con 6 sack. New Orleans terminò la stagione con un record 11-5. Ellis partì come defensive tackle titolare nel turno delle wild card dei Saints, mettendo a segno 3 tackle nella sconfitta 41-36 contro i Seattle Seahawks.
Nella stagione 2011, il giocatore disputò 15 partite, tutte come titolare, terminando con i minimi in carriera per tackle (29) e sack (0,5). I Saints conclusero la stagione con un record di 13-3 vincendo la propria division. Nei playoff eliminarono al primo turno i Detroit Lions prima di uscire nel divisional round contro i San Francisco 49ers.

### Chicago Bears
Dopo aver firmato con i Chicago Bears nel 2013, a sorpresa il 25 luglio, prima dell'inizio del training camp, Ellis annunciò la volontà di ritirarsi all'età di 28 anni.

## Palmarès
- Super Bowl : 1 Vincitore del Super Bowl XLIV
- PFWA All-Rookie Team - 2008

## Statistiche
| Partite totali             | 70  |
| Partite totali da titolare | 70  |
| Tackle totali              | 173 |
| Intercetti fatti           | 0   |
| Fumble forzati             | 2   |